# Hanakotoba
Hanakotoba (花言葉 Hanakotoba?) es la forma japonesa del lenguaje de las flores. En este estilo, a las plantas se les asignan códigos y contraseñas. Efectos fisiológicos y función según el color de las flores, palabras de los sellos de la naturaleza que evocan como la presencia de espinas en las plantas altas y la presencia de flores en las guirnaldas de flores. El lenguaje estaba destinado a transmitir emociones y comunicarse directamente con el destinatario o el espectador sin necesidad del uso de palabras.

## Historia
Se cree que la costumbre de disfrutar de las flores utilizando el lenguaje floral fue importada a Japón a principios del período Meiji. Al principio, el lenguaje de las flores importadas se usaba tal cual, pero luego se agregó activamente el lenguaje de las flores japonés único.
Desde la Segunda Guerra Mundial, la forma de pensar, el estilo de vida y las costumbres japonesas han estado fuertemente influenciadas por el pensamiento occidental, razón por la cual hoy la joven generación de japoneses no es consciente de sus propias tradiciones, incluidas las relacionadas con las flores y su significado. En el lenguaje de las flores se suele hacer referencia a tradiciones de origen europeo.
Además, con la expansión de la industria hortícola, en muchos lugares se utiliza el lenguaje floral para promover las ventas de flores. En Japón, cuando se desarrolla una nueva variedad única, el propio desarrollador asigna el lenguaje floral y, en algunos casos, el productor recluta y selecciona un nuevo lenguaje floral entre los consumidores y el vendedor lo asigna de forma independiente.

## Las flores y sus significados
Los significados de las flores se derivan de su apariencia, ciclo de vida, etc. La delicada flor de cerezo está profundamente asociada con los guerreros samuráis de antaño, ya que es un reflejo de sus vidas fugaces, la comprensión de que deben vivir sus vidas brillantemente y morir, así como las flores de cerezo lucen bellamente exuberantes en plena floración, sólo para caer después en el suelo. Las flores de cerezo están asociadas al concepto de mono , que puede traducirse como “sensación pasajera”. Las camelias se llaman tsubaki en japonés , se consideran flores de la desgracia, por su propiedad. En lugar de que los pétalos caigan uno por uno, toda la cabeza de la flor se cae del tallo.

## Lista de flores
| Japanese name           | Romaji                   | English                                  | Significado                                                                         | Image |
| ----------------------- | ------------------------ | ---------------------------------------- | ----------------------------------------------------------------------------------- | ----- |
| アマリリス              | Amaririsu                | Amaryllis                                | Tímido                                                                              |       |
| アネモネ                | Anemone                  | Anemone (white)                          | Sincero                                                                             |       |
| アムブロシアー          | Amuburoshiā              | Ambrosia                                 | Piadoso                                                                             |       |
| 紫苑                    | Shion                    | Aster tataricus                          | Remembranza                                                                         |       |
| 躑躅                    | Tsutsuji                 | Azalea                                   | Paciente, modesto                                                                   |       |
| ブルーベル              | Burūberu                 | Bluebell                                 | Agradecido                                                                          |       |
| サボテン                | Saboten                  | Cactus                                   | Lujuria, sexo                                                                       |       |
| 椿                      | Tsubaki                  | Camellia (red)                           | Enamorado, pereciendo con gracia                                                    |       |
| 椿                      | Tsubaki                  | Camellia (yellow)                        | Anhelo                                                                              |       |
| 椿                      | Tsubaki                  | Camellia (white)                         | Espera                                                                              |       |
| 黒百合                  | Kuroyuri                 | Fritillaria camschatcensis               | Amor, maldición                                                                     |       |
| カーネーション          | Kānēshon                 | Carnation                                | Fascinación, distinción, amor                                                       |       |
| 桜                      | Sakura                   | Cherry blossom                           | Amable, gentil, fugacidad de la vida                                                |       |
| 黄菊                    | Kigiku                   | Chrysanthemum (yellow)                   | Imperial                                                                            |       |
| 白菊                    | Shiragiku                | Chrysanthemum (white)                    | Verdad                                                                              |       |
| (四つ葉の) クローバー   | (Yotsuba no) kurōbā      | Four-leaf clover                         | Suerte                                                                              |       |
| 水仙                    | Suisen                   | Daffodil                                 | Respeto                                                                             |       |
| 天竺牡丹                | Tenjikubotan             | Dahlia                                   | Buen gusto                                                                          |       |
| 雛菊                    | Hinagiku                 | Daisy                                    | Fe                                                                                  |       |
| エーデルワイス          | Ēderuwaisu               | Edelweiss                                | Coraje, poder                                                                       |       |
| エリカ                  | Erika                    | Erica                                    | Soledad                                                                             |       |
| 勿忘草                  | Wasurenagusa             | Forget-me-not                            | Amor verdadero                                                                      |       |
| フリージア              | Furiijia                 | Freesia                                  | Infantil, inmaduro                                                                  |       |
| 梔子                    | Kuchinashi               | Gardenia                                 | Amor secreto                                                                        |       |
| 鷺草                    | Sagisō                   | Habenaria radiata                        | Pureza, delicadeza, "Estaré pensando en ti hasta en mis sueños"                     |       |
| ハイビースカス          | Haibiisukasu             | Hibiscus                                 | Amable                                                                              |       |
| 忍冬                    | Suikazura                | Honeysuckle                              | Generoso                                                                            |       |
| 紫陽花                  | Ajisai                   | Hydrangea                                | Orgullo                                                                             |       |
| 菖蒲, アイリス          | Ayame, Airisu            | Iris                                     | Buenas noticias, buenas noticias, lealtad                                           |       |
| 茉莉花/素馨, ジャスミン | Matsurika/Sokei, Jasumin | Arabian jasmine/Spanish jasmine, Jasmine | Amistoso, agraciado                                                                 |       |
| ラベンダー              | Rabendā                  | Lavender                                 | Fiel                                                                                |       |
| 白百合                  | Shirayuri                | Lily (white)                             | Pureza, castidad                                                                    |       |
| アルストロメリア        | Arusutoromeria           | Lirio de los Incas (Alstroemeria)        | Conexión tan fuerte que el lenguaje se ve limitado a la hora de intentar explicarla |       |
| 小百合                  | Sayuri                   | Lily (orange)                            | Odio, venganza                                                                      |       |
| 鈴蘭/百合               | Suzuran/Yuri             | Lily of the Valley/Spider lily           | Dulce                                                                               |       |
| 鬼百合                  | Oniyuri                  | Tiger lily                               | Poder                                                                               |       |
| 彼岸花/曼珠沙華         | Higanbana/Manjushage     | Red spider lily                          | Nunca volver a encontrarnos, memoria perdida, abandono                              |       |
| 向日葵                  | Himawari                 | Sunflower                                | Respeto, amor apasionado, resplandor                                                |       |
| 蓮                      | Hachisu                  | Lotus                                    | Pureza, lejos del que ama, castidad                                                 |       |
| 木蓮, マグノリア        | Mokuren, Magunoria       | Magnolia                                 | Natural                                                                             |       |
| 宿り木/ホーリー         | Yadorigi/Hōrii           | Mistletoe/Holly                          | Buscando amor                                                                       |       |
| 朝顔                    | Asagao                   | Morning glory                            | Promesas voluntarias                                                                |       |
| 水仙                    | Suisen                   | Narcissus                                | Autoestima                                                                          |       |
| パンジー                | Panjii                   | Pansy                                    | Reflexivo, cariñoso                                                                 |       |
| 牡丹                    | Botan                    | Peony                                    | Valentía                                                                            |       |
| 雛芥子                  | Hinageshi                | Poppy (red)                              | Amante de la diversión                                                              |       |
| 芥子(白)                | Keshi(shiro)             | Poppy (white)                            | Alegrarse                                                                           |       |
| 芥子(黄)                | Keshi(ki)                | Poppy (yellow)                           | Éxito                                                                               |       |
| 桜草                    | Sakurasō                 | Primrose                                 | Desesperado                                                                         |       |
| 紅薔薇                  | Benibara                 | Rose (red)                               | Amor, enamorado                                                                     |       |
| 薔薇                    | Bara                     | Rose (white)                             | Inocencia, silencio, devoción                                                       |       |
| 黄色薔薇                | Kiiroibara               | Rose (yellow)                            | Celos                                                                               |       |
| 桃色バラ                | Momoirobara              | Rose (pink)                              | Confianza, felicidad, seguridad                                                     |       |
| スイートピー            | Suiitopii                | Sweet pea                                | Adiós                                                                               |       |
| チューリップ            | Chūrippu                 | Tulip (red)                              | Fama, caridad, confianza                                                            |       |
| チューリップ            | Chūrippu                 | Tulip (yellow)                           | Un amor unilateral                                                                  |       |
| 美女桜                  | Bijozakura               | Verbena                                  | Cooperativo                                                                         |       |
| 菫                      | Sumire                   | Violet                                   | Honestidad                                                                          |       |
| 百日草                  | Hyakunichisou            | Zinnia                                   | Lealtad                                                                             |       |